# Duluth (Géorgie)
Pour les articles homonymes, voir Duluth.
Duluth est une ville située dans le comté de Gwinnett dans l'État de Géorgie aux États-Unis. La population s'élevait à 26 600 habitants lors du recensement de 2010.
Duluth est situé dans la partie nord-est de la région métropolitaine d'Atlanta à 32 km environ du centre-ville d’Atlanta. 

## Démographie
Lors du recensement de 2000, la population s'élevait à 22 122 habitants répartis en 8 735 ménages et 5 642 familles y résident pour une densité de 2 512 habitants au km².
On recensait d'autre part 68,65 % de blancs, 11,86 % d'Afro-Américains, 12,89 % d'asiatiques, 9,05 % d'hispaniques, 0,04 % d'insulaires, 0,03 % d'amérindiens et 6,24 % d'autres groupes.
Lors du recensement de 2010, la population s'élevait à 26 600 habitants répartis en 11 313 ménages.
On recensait 41,5 % de blancs, 19,5 % d'afro-américains, 22,2 % d'asiatiques, 14,0 % d'hispaniques et 3,8 % d'autres groupes.

## Tourisme
La ville organise un festival annuel : le festival d'Automne.